# Elezioni parlamentari in Nagorno Karabakh del 2015
Le elezioni parlamentari in Nagorno Karabakh del 2015 si sono tenute il 3 maggio per il rinnovo dell'Assemblea nazionale (Azgayin Zhoghov).
Gli elettori hanno scelto i trentatré membri del parlamento. Con l'introduzione del nuovo codice elettorale, votato in autunno 2014 ed entrato in vigore il primo gennaio 2015, si è passati alla divisione tra ventidue deputati eletti con il sistema proporzionale dei voti di lista, e i restanti undici con il sistema maggioritario a collegio.

## Votanti
Si è votato domenica 3 maggio dalle ore 8 alle ore 20 nei 279 seggi allestiti negli undici collegi nei quali è stato suddiviso il territorio della repubblica. Quattro di questi collegi hanno interessato la capitale Step'anakert. Un collegio era stato allestito anche nella capitale dell'Armenia, Erevan. Su poco più di centomila elettori aventi diritto ha votato il 70,88%.

## Risultato
Le elezioni parlamentari 2015 hanno confermato il successo del partito del premier in carica Arayik Harutyunyan che migliora il risultato del 2010 guadagnando un seggio in più. in flessione, invece, il Partito Democratico dell'Artsakh del presidente dell'Assemblea nazionale Ashot Ghulyan che perde un rappresentante a favore della Federazione Rivoluzionaria Armena. Il parlamento 2015 vede l'ingresso di due rappresentanti del Movimento 88 (che ritorna in parlamento dopo le elezioni del 2005) e di un rappresentante della nuova lista di opposizione Rinascita Nazionale che pure supera la barriera del 5% nel sistema proporzionale.
| Partito | Proporzionale | Proporzionale | Proporzionale | Maggioritario | Maggioritario | Maggioritario | Totale seggi | +/– |
| Partito | Voti          | %             | Seggi         | Voti          | %             | Seggi         | Totale seggi | +/– |
| --- | ------------- | ------------- | ------------- | ------------- | ------------- | ------------- | ------------ | --- |
| Libera Patria | 32,632        | 47.35         | 11            |               |               | 4             | 15           | +1  |
| Partito Democratico dell'Artsakh                                                                                                  | 13,105        | 19.10         | 4             |               |               | 2             | 6            | –1  |
| Federazione Rivoluzionaria Armena                                                                                                 | 12,965        | 18.81         | 4             |               |               | 3             | 7            | +1  |
| Movimento 88 | 4,778         | 6.93          | 2             |               |               | 0             | 2            | -   |
| Rinascita Nazionale | 3,709         | 5.38          | 1             |               |               | 0             | 1            | -   |
| Partito Comunista dell'Artsakh | 1,136         | 1.65          | 0             |               |               | 0             | 0            | 0   |
| Pace e Sviluppo | 591           | 0.86          | 0             |               |               | 0             | 0            | 0   |
| Indipendenti | –             | –             | –             |               |               | 2             | 2            | –4  |
| Non valide/Bianche | 3,380         | –             | –             | 4,232         | –             | –             | –            | –   |
| Totale | 72,296        | 100           | 22            | 69,831        | 100           | 11            | 33           |     |
| Elettori registrati | 102,042       | 70.88         | –             | 98,920        | 70.59         | –             | –            | –   |
| Fonte: CEC Archiviato il 3 marzo 2016 in Internet Archive., CEC Archiviato il 18 maggio 2015 in Internet Archive., Caucasian Knot |               |               |               |               |               |               |              |     |

## Osservatori internazionali
Le elezioni sono state monitorate da centoventi osservatori internazionali e centodieci osservatori locali e sono state valutate come libere e trasparenti.